# Grgur XII.
Grgur XII. (pravo ime Angelo Correr), papa od 1406. do 1415. (Venecija, oko 1325. – Recanati, 18. rujna 1417.). Latinski patrijarh u Carigradu (1390.). Za papu je bio izabran u doba Zapadnoga raskola, a istodobno su postojali protupape u Avignonu (Benedikt XIII.) i u Pisi (Aleksandar V. i Ivan XXIII.). Svrgnuo ih je koncil u Konstanzu (1414. – 1417.); jedino se Grgur XII. dobrovoljno povukao.